# 生桑村
生桑村（いけくわむら）は、広島県高田郡にあった村。現在の安芸高田市の一部にあたる。

## 地理
- 河川：桑田川[1]、生田川[2]

## 歴史
- 1889年（明治22年）4月1日、町村制の施行により、高田郡生田村、桑田村が合併して村制施行し、生桑村が発足[1][3]。
- 1950年（昭和25年）4月1日、大字生田の一部を高田郡川根村に編入[3]。
- 1956年（昭和31年）4月1日、高田郡北村、本村、横田村と合併し、町制施行し美土里町を新設して廃止された[1][3]。

### 地名の由来
合併各村の頭字を組み合わせたもの。

## 産業
- 農業、林業[2]

## 教育
- 1908年（明治41年）生桑尋常小学校と桑田尋常小学校が統合され、生桑尋常小学校に改組[1]。